# MOVIE3 嵐の獣
「MOVIE3 嵐の獣」（ムービー3　あらしのけだもの）は、日本のロックバンド、ユニコーンのライブ映像を収めた作品。

## 解説
- 「UNICORN 1990 "嵐のケダモノ"TOUR」より、1991年2月23日の横浜アリーナ公演を中心に山形公演、北海道公演の模様を編集し収録。

## 収録曲
1. 夜明け前
2. CSA
3. 命果てるまで
4. スターな男
5. ケダモノの嵐
6. リンジュー マーチ
7. フーガ
8. 鼻から牛乳
9. ロック幸せ
10. 人生は上々だ
11. レベル
12. 働く男
13. 服部
14. 自転車泥棒
15. 大迷惑